# Régions naturelles en Macédoine du Nord

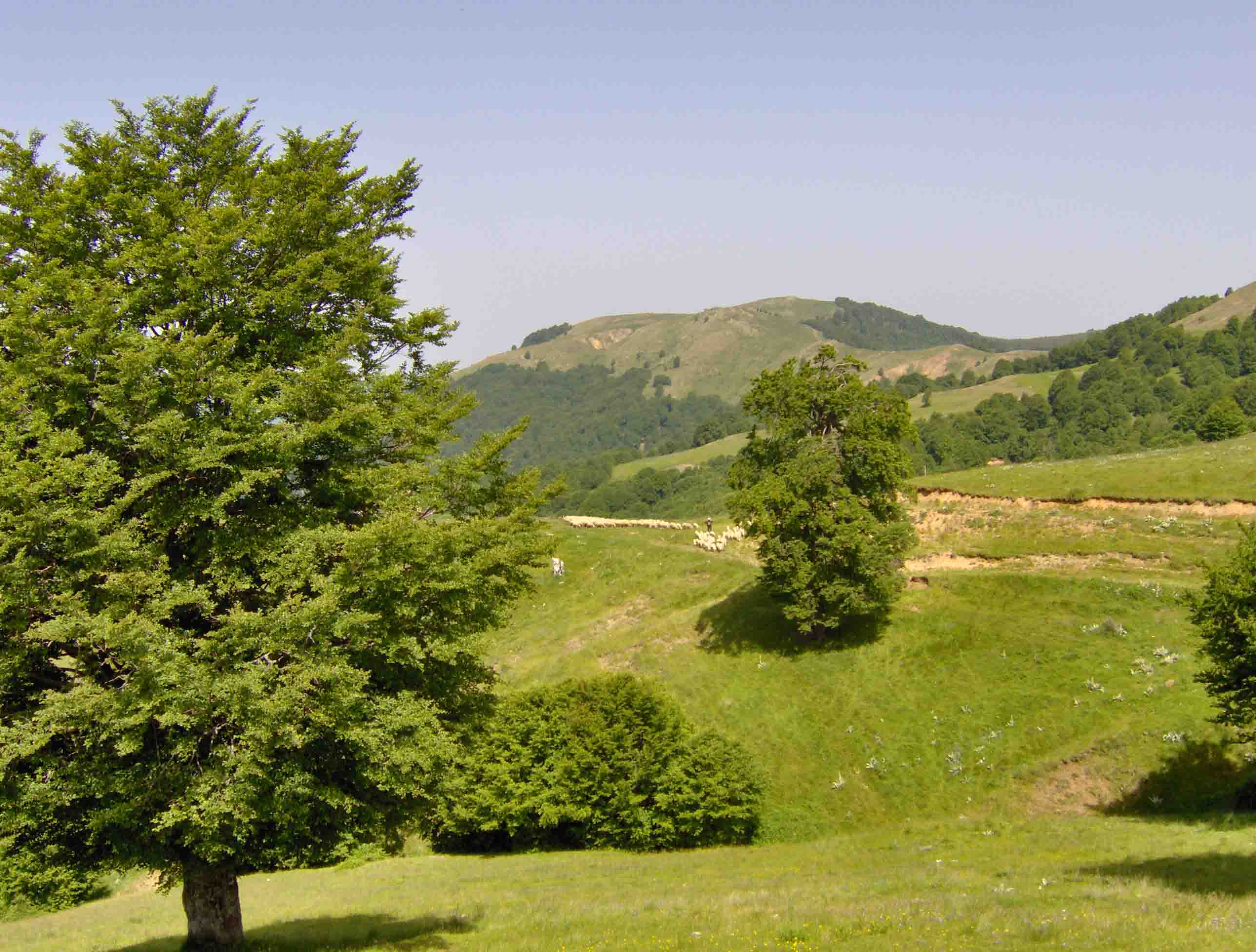
L'Osogoviya

Les régions naturelles en Macédoine du Nord sont des entités non officielles reconnues par la population et les ethnologues, caractérisées par des reliefs, des traditions et des dialectes particuliers.
Beaucoup d'entre elles sont associées à un massif montagneux ou à une plaine, d'autres sont liées à un fleuve ou un cours d'eau. Certaines régions, comme le Tikvech pour le vin, sont associées à des productions particulières.
Ces régions n'ont pas de statut officiel, mais elles correspondent souvent à des municipalités. Définies par la tradition autant que par le relief, elles ne possèdent pas toujours de frontières nettement établies ; elles sont même souvent amenées à se chevaucher. 

## Liste des régions

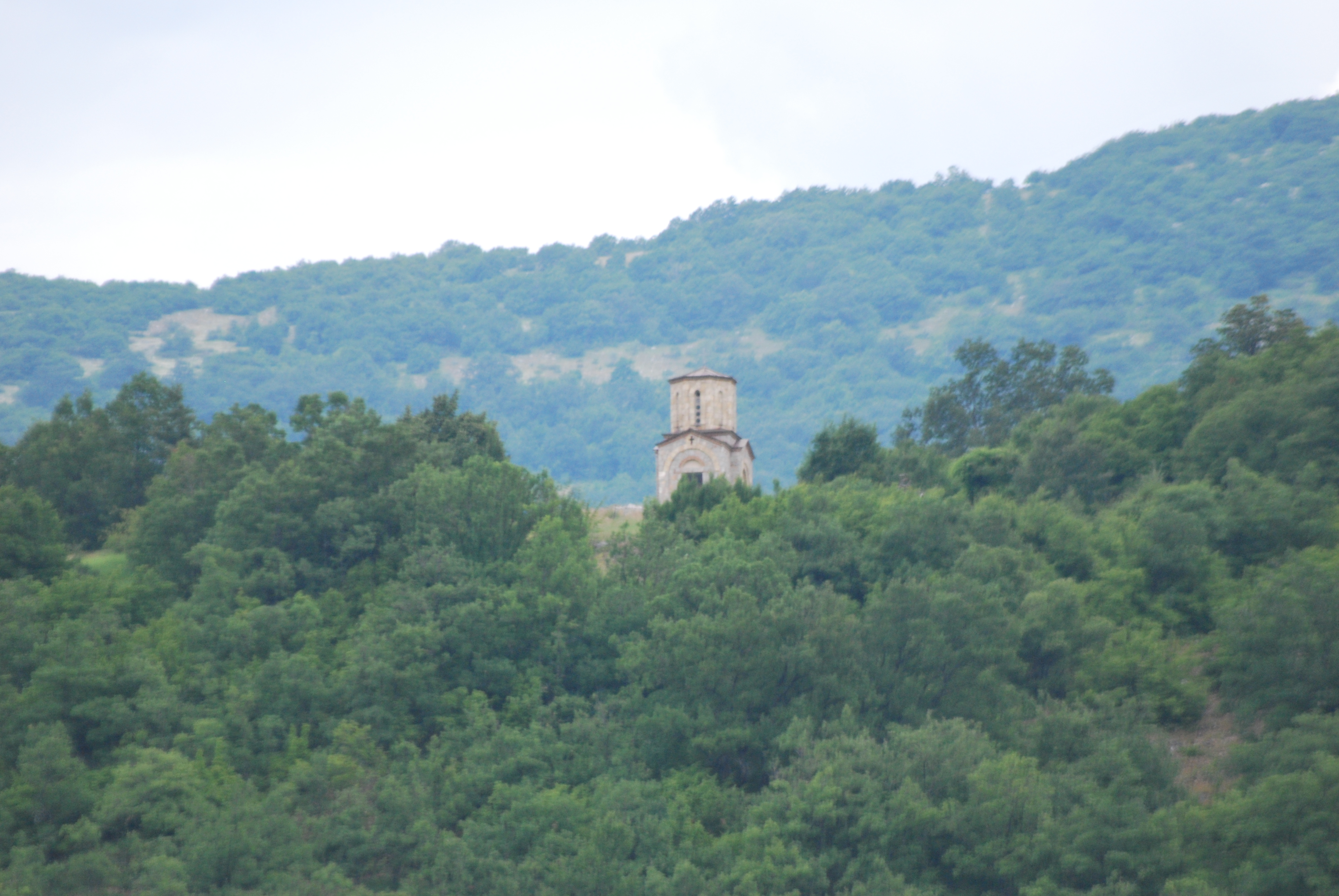
Collines du Drimkol

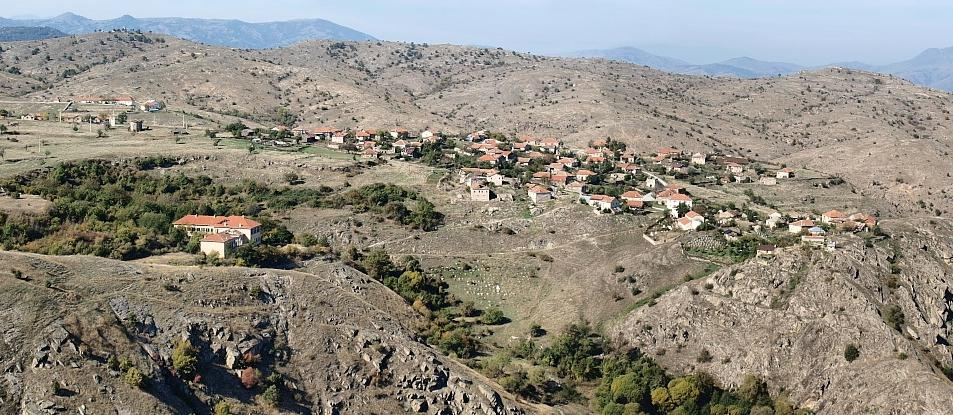
Staravina et le paysage sec du Mariovo

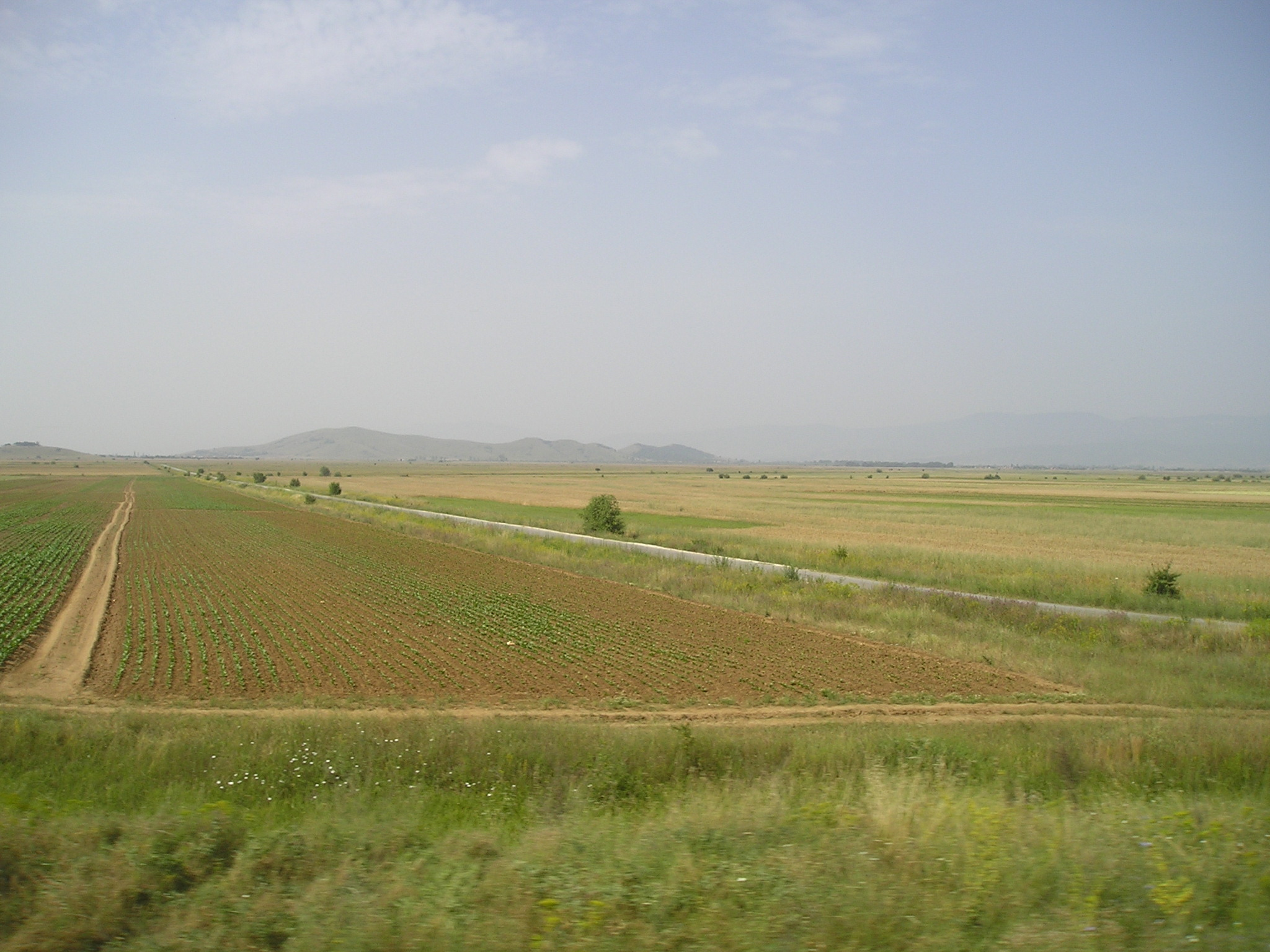
L'étendue plate de la Pélagonie

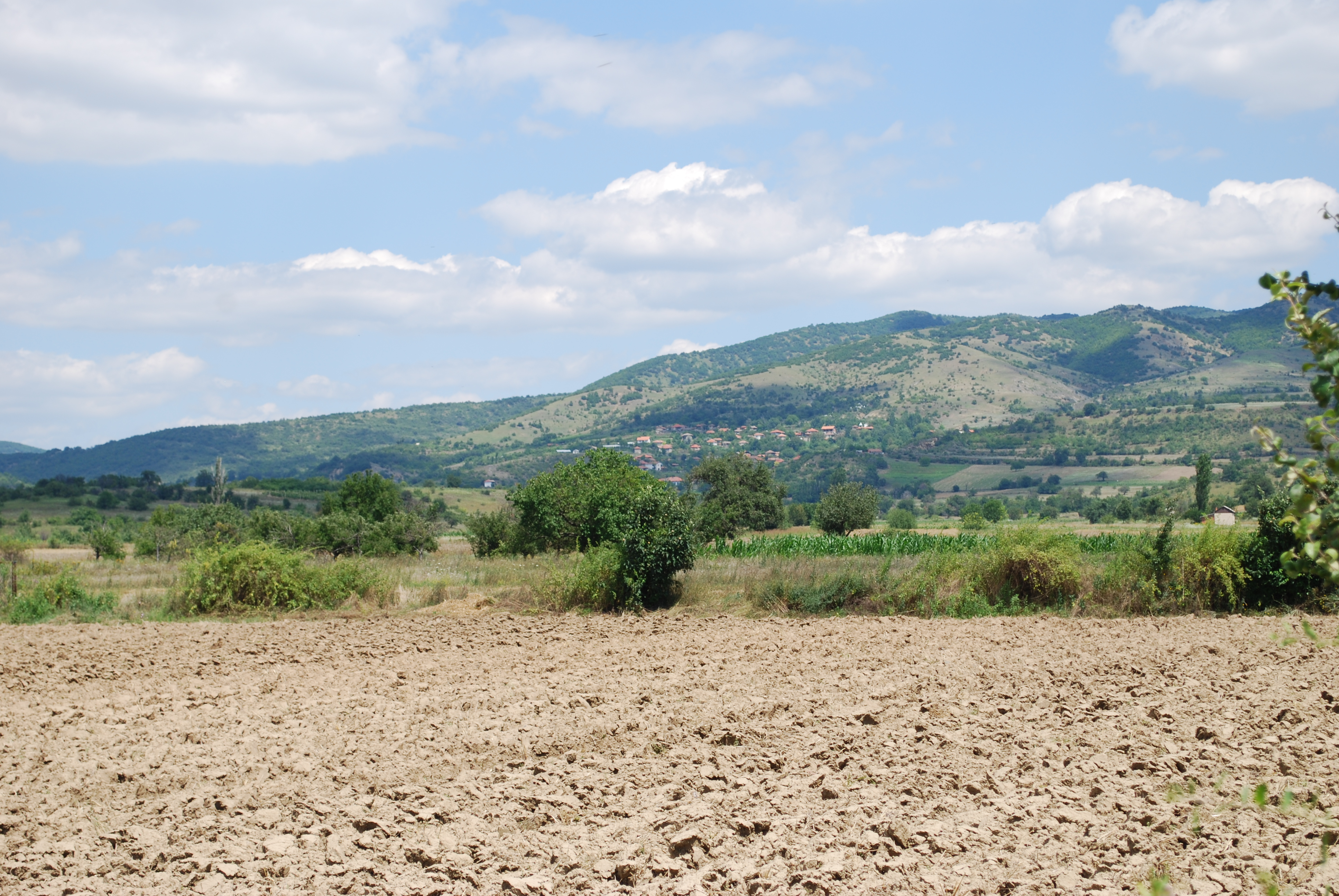
Le Žegligovo

| Région           | Villes et localités                                | Notes                                                                                        |
| ---------------- | -------------------------------------------------- | -------------------------------------------------------------------------------------------- |
| Azot             | Gorno Yaboltchichté, Dolno Yaboltchichté, Bogomila |                                                                                              |
| Blatiya          | Petrovets                                          |                                                                                              |
| Boymiya          | Valandovo                                          | Partiellement en Macédoine grecque                                                           |
| Debartsa         | Arbinovo, Mramorets                                |                                                                                              |
| Drimkol          | Vevtchani                                          |                                                                                              |
| Joupa            | Tsentar Joupa                                      |                                                                                              |
| Karchiyak        | Sopichté Dratchevo                                 |                                                                                              |
| Kozatchiya       | Drenok, Kokino                                     |                                                                                              |
| Malesiya         | Novo Lagovo                                        |                                                                                              |
| Mariovo          | Staravina                                          |                                                                                              |
| Maléchévo        | Berovo, Pehtchevo                                  |                                                                                              |
| Osogoviya        | Makedonska Kamenitsa                               | Correspond à la chaîne de l'Osogovo, s'étend aussi en Macédoine du Pirin                     |
| Ovtché Polé      | Sveti Nikolé                                       |                                                                                              |
| Pélagonie        | Bitola, Prilep                                     | Partiellement en Macédoine grecque, parfois divisées en sous-régions comme le Prilepsko Pole |
| Piyanets         | Deltchevo                                          |                                                                                              |
| Plaine de Skopje | Skopje                                             |                                                                                              |
| Polog            | Tetovo, Gostivar                                   |                                                                                              |
| Povardariyé      | Vélès                                              | Correspond à la vallée du Vardar                                                             |
| Porétché         | Brvenitsa, Plasnitsa                               |                                                                                              |
| Prespa           | Resen                                              | Partiellement en Albanie et en Grèce                                                         |
| Slavichté        | Kriva Palanka                                      |                                                                                              |
| Tikvech          | Kavadartsi                                         |                                                                                              |
| Torbechiya       | Sopichté                                           |                                                                                              |
| Trnitsa          | Volkoviya, Belitchitsa                             |                                                                                              |
| Žegligovo        | Koumanovo                                          | Partiellement en Serbie                                                                      |